# Fleutiauxellus sabulo
Fleutiauxellus sabulo là một loài bọ cánh cứng trong họ Elateridae. Loài này được Han miêu tả khoa học năm 2000.